# Катасонова, Елена Николаевна
 Елена Николаевна Катасонова (род. 1937) — советский и российский прозаик, переводчик и журналист.

## Биография
Окончила Институт стран Азии и Африки при МГУ, член Союза журналистов и Союза писателей Москвы, редактор в Институте США и Канады РАН, сотрудничает с издательством «Айрис».
В её переводах с корейского и английского языков вышло более десяти книг (сборник корейских сказок «Три подарка», детектив корейского писателя Пак Ын Хо «Ожившая тень», переведённый впоследствии на литовский, латышский и украинский языки, повести и рассказы англоязычных писателей Индии, Ганы и других стран). Как журналистка Е. Катасонова сотрудничала со многими газетами и журналами. Но настоящая известность пришла к ней в 1980 году, когда в журнале «Нева» был опубликован её первый роман «Кому нужна Синяя птица». Роман был избран «Книгой года» в Литве, Латвии и Белоруссии, страницы его были прочитаны на все англоязычные страны радиостанцией BBC, что вызвало шквал заявок на издание романа в США, Австралии и других странах. Однако, изрядно «ощипанный» цензурой, обруганный газетой
ЦК КПСС «Правда» как произведение аморальное, он был «не рекомендован» к изданию за рубежом, но всё-таки вышел в Китае (1989) и Чехословакии (1990).
Второе произведение — «Бабий век — сорок лет» (его, поддерживая «Правду», ругала уже вся пресса, и только «Литературная газета» отважилась дать два мнения под рубрикой
«Книга, о которой спорят») было переведено в Венгрии, Чехии и Словакии, где к тому же поставили радиоспектакль, а в Минске — моноспектакль в филармонии. В 1988 году оба произведения, на волне начавшейся перестройки, были наконец изданы без цензурных изъятий.
В 1990 году вышла повесть «Потеря», в 1991 году — повесть «Ах, кабы на цветы — да не морозы», журнальный вариант которой был признан «Лучшей прозой года» в журнале «Крестьянка», полностью повесть вышла в издательстве АСТ. Там же было опубликовано более десяти новых романов «признанного мастера психологической прозы», как писали о Е. Катасоновой критики. Книги были представлены в электронных библиотеках «Кирилл и Мефодий» и «Рукарта». Последнее на сегодня произведение «Путешествие Евы» пока не опубликовано.

### Проза
- Кому нужна Синяя птица (1980)
- Зверь по имени Брем (1984)
- Бабий век — сорок лет (1985)
- Сказка Андерсена (1988)
- Ах, кабы на цветы — да не морозы (1989)
- Потеря (1990)
- Возвращение в Коктебель (1995)
- Дневник женщины времён перестройки (1996)
- Роман о любви (1997)
- Не родись красивой (1998)
- Всего превыше (1999)
- Концерт для виолончели с оркестром (2000)
- Алгоритм счастья (2001)
- Переступая грань (2002)
- Осенние встречи (2003)
- Страницы из дневников (2003)
- Когда нас не будет (2004)
- Депрессия (2005)
- Возвращаясь к себе (2007)
- Путешествие Евы — не опубликовано.

### Переводы
- Три подарка, корейские народные сказки (1967)
- Пак Ын Хо. Ожившая тень, повесть, пер. с корейского (1971)
- Шанкар. Слониха Малати и кокосовый орех, рассказы, пер. с англ. (1974)
- Три истины, сказки Гвинеи-Бисау, пер. с криольо (1976)
- Верные друзья, рассказы, пер. с монгольского (1977)
- Т. Энин. Сейду-пастух, повесть, пер. с англ. (1980)
- Де Графт-Хансон Д. Убежище идолов, повесть, пер. с англ. (1981)
- Р. К. Нарайан. Рассказ, пер. с англ. (1982)
- Дж. Тайер. Смешные истории, пер. с англ. (1984)
- Р. Гишева. Злая крапива, рассказы, пер. с адыгейского (1991)

## Критика
«На очень „личном“ материале автору удалось обозначить серьёзные общественно-значимые проблемы» (А. Андрианов).

«В жанровом отношении Е. Катасонова стоит в весьма почётном ряду — где-то между Юрием Трифоновом и Франсуазой Саган» (С.Лурье).

«В героях Е. Катасоновой мне видится нечто серьёзное, нечто такое, что, по глубокому моему убеждению, идёт от реальных жизненных сложностей, от тех странностей,

нелепостей, парадоксов, которые мы наблюдаем в самой тонкой сфере человеческих отношений. Автор увидела их, поняла и почувствовала» (В. Шапошников).

### Критические статьи
- А. Андрианов. Любовь к прекрасной даме или…к стереосистеме. — Литературная газета, № 46, 11 ноября 1981 г.
- Литератор. КПД жанра. — Литературная газета, 11 июля 1984 г.
- И. Янская. Темы и схемы. — Правда, 26 июня 1985 г.
- Т. Иванова. Всходы мальцевского поля. — Советская Россия, 28 августа 1985 г.
- Л. Беляева, В. Шапошников. Два мнения о повести Елены Катасоновой «Бабий век». — Литературная газета, № 3, 15 января 1986 г.
- В. Горн. Бродячие костры любви. — Литературная Россия, № 13, 28 марта 1986 г.
- В. Шапошников. Требуется спутник жизни. — Литературная газета, № 24, 11 июня 1986 г.
- В. Шапошников. Поговорим о странностях «поздней любви». — Журнал «Сибирские огни», № 6, 1986 г.